# Oanh Ca
Oanh Ca (tiếng Trung: 鶯歌區; bính âm: Yīnggē Qū; Bạch thoại tự: Eng-ko-khu) là một khu (quận) của thành phố Tân Bắc, Trung Hoa Dân Quốc (Đài Loan). Quận nằm ven suối Đại Hán và được biết đến với các sản phẩm đồ sứ cũng như các xưởng và cửa hàng nghệ thuật.